# Nieuw Wulven
Nieuw Wulven is een bos en recreatiegebied tussen Vechten en Houten in de Nederlandse provincie Utrecht. Het is genoemd naar het voormalige kasteel en ridderhofstad Wulven bij Houten. Het bosgebied wordt beheerd door Staatsbosbeheer.
Het afwisselende bos ligt op het grensgebied van Bunnik met Houten en beslaat ongeveer 110 hectare. Nieuw Wulven wordt aan de zuidzijde begrensd door de Rondweg van Houten en aan de westzijde door de spoorlijn naar Utrecht. Aan de westzijde van deze spoorlijn ligt Oud-Wulven.  Het noordelijke deel werd rond de 2000 aangelegd, het zuidelijk deel in 2007. Door Nieuw Wulven loopt het Fectiopad.

## Romeinen

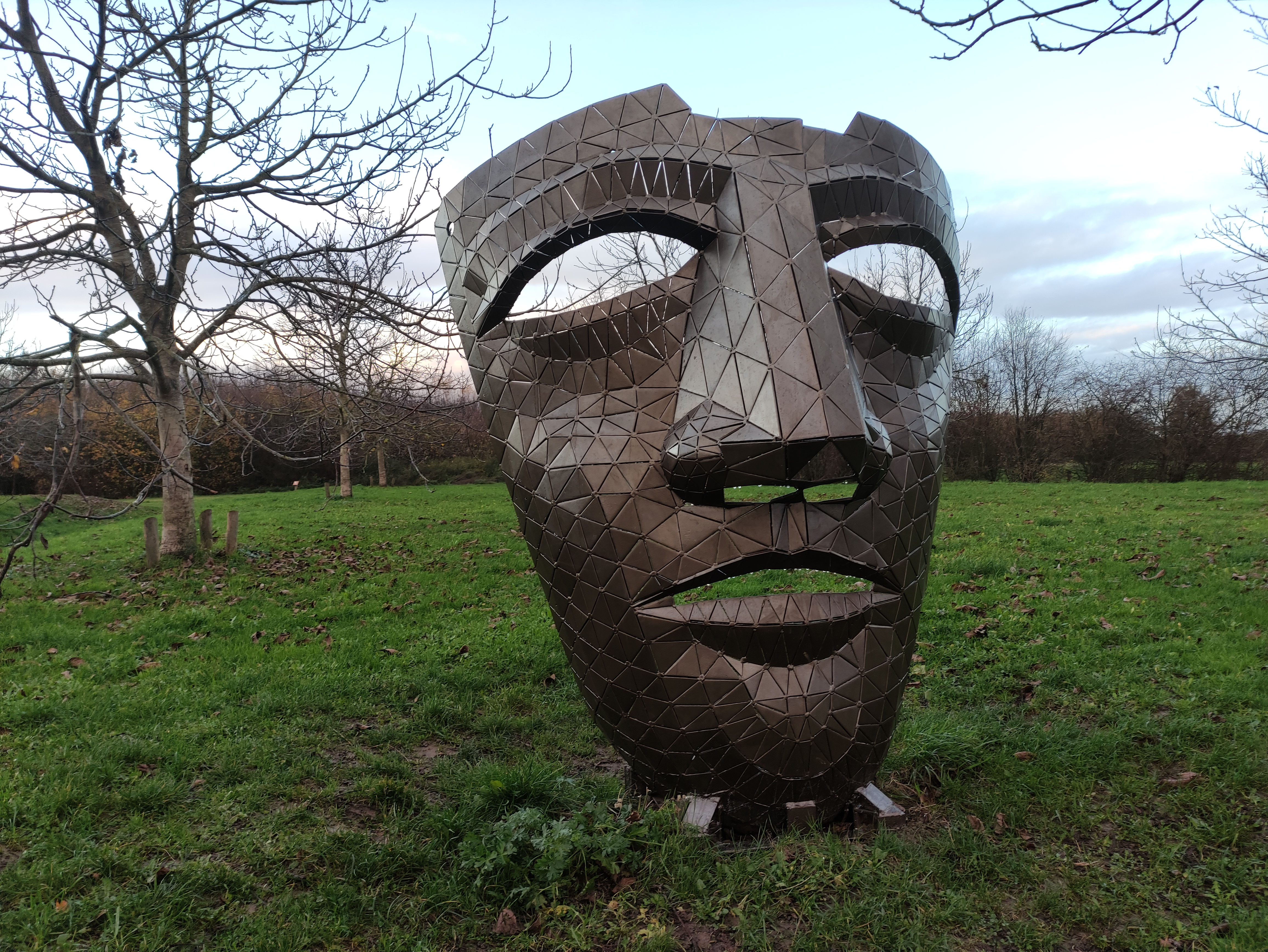
Kunstwerk geïnspireerd op Romeins masker bij entree van het bos

Het entreebos bij Houten ligt op oude landbouwgrond van de Romeinen. Het bestaat uit natte gedeelten (drasbos en dwaalbos) en een vochtiger eiken- en essenbos (boogbos). Aan de kant van Bunnik ligt het kamerbos met een uitzichtpunt richting Bunnik.
Het natte drasbos in het zuidelijke deel van Nieuw-Wulven ligt in een komgrond. De duizend jaar oude ontginningssloten zijn nog herkenbaar. In dit gedeelte groeien elzen en wilgen. Het kwelwater in het noordelijk deel is afkomstig uit de Utrechtse Heuvelrug. De waterplas aan de Marsdijk is een opengegraven rivierarm van de Rijn die hier vroeger stroomde.
Tot de archeologische vondsten behoorde een masker dat door de Romeinen werd gebruikt in het theater. Het inspireerde de kunstenaars Eric Klarenbeek en Maartje Dros tot het maken van een groot masker bij de entree. Het uitvergrote object van bijna 2 meter hoog is samengesteld uit stalen driehoekjes.
Diverse perioden van de geschiedenis zijn zichtbaar gemaakt in de bewegwijzering, het meubilair en een aantal grote objecten.

### Speelbos
Het speelbos Het Grote Fort beslaat 6 hectare. Het thema Romeinen is een herinnering aan het fort Fectio. Het themapark heeft zes verschillende deelgebieden:
- De Nieuwe Wulvense waterlinie – klimmen en klauteren
- Het verdronken bos – om met water te kliederen
- Vliegerweide – vliegeren of spelletjes spelen
- De Romeinse fruitakker
- het Grote Fort
- het kleine dwaalbos

## Flora en fauna
Het afwisselende bos bestaat deels uit een dichtbegroeid bos met bogen (het boogbos). Het andere deel, het kamerbos, is een recht bos met lange zichtlijnen.
In het bos groeien populieren en berken. De hoge bomen behoorden tot een houtvesterij. In het gebied broeden vogelsoorten zoals grasmus, spotvogel, fitis en tjiftjaf. Ook zijn in het gebied zoogdieren als de ree en vos waargenomen.